# Агура-Гіллз
Агура-Гіллз (англ. Agoura Hills) — місто (англ. city) в США, горах Санта-Моніка в окрузі Лос-Анджелес штату Каліфорнія. Населення — 20 299 осіб (2020).

## Географія
Агура-Гіллз розташована за координатами 34°8′56″ пн. ш. 118°45′50″ зх. д. / 34.14889° пн. ш. 118.76389° зх. д. (34.148925, -118.763917).  За даними Бюро перепису населення США в 2010 році місто мало площу 20,26 км², з яких 20,18 км² — суходіл та 0,08 км² — водойми.
Неподалік Агура-Гіллз є гора під назвою Баллард-Маунтін, названа на честь першопоселенця та звільненого раба Джона Балларда.  Назва гори була офіційно змінена з Негрохед на Баллард 20 лютого 2010 року. Гора Ледіфейс — ще одна видатна гора на західній стороні долини Конехо, висота якої становить 2031 футів (619 м).

### Середовище

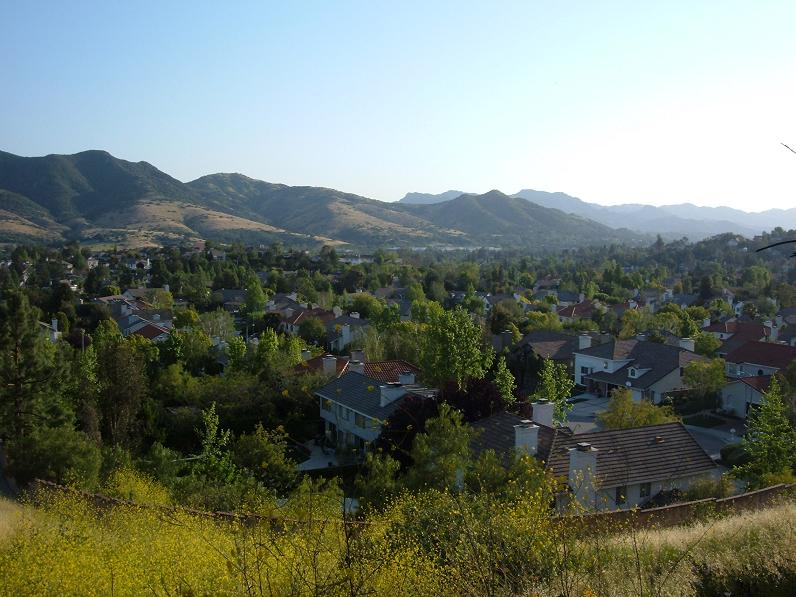
Західні пагорби Агура на північі від ранчо Моррісон

Природні зони Агура-Гіллз є частиною каліфорнійського чапаралю та рідколісся, вкриті сотнями місцевих видів рослин, деякі з яких дуже рідкісні, а інші стали популярними декоративними. Ареал є домом для величезного розмаїття дикої природи, від гірських левів до зникаючого Південно-Каліфорнійського окремого сегмента популяції райдужної форелі. Популяція левів у горах Санта-Моніки (до яких входять пагорби Сімі та перевал Санта-Сусана) сильно скоротилася, наразі відомо про близько семи живих дорослих особин. Основна причина зниження популяції пов’язана з дорожнім рухом (троє були вбиті протягом кількох місяців через ДТП) та нападу інших, більш домінуючих гірських левів. Перехрестя дикої природи Уолліс-Анненберг — це проектна естакада, вкрита рослинністю, що охоплює автостраду Вентура та дорогу Агура в каньйоні Ліберті розташованого в східній частині міста. Змії тут звичайні, але зустрічаються лише зрідка. Місцеві види включають південно-тихоокеанську гримучу змію (єдиний отруйний вид), гірську королівську змію, каліфорнійську королівську змію, гоферову змію та підв’язкову змію. У горах також мешкає Західна огорожева ящірка.

### Інвазивні види
У 2010 році Лос-Анджелес Таймс повідомила, що новозеландські мулові равлики заполонили вододіли в горах Санта-Моніки, створюючи серйозну загрозу для місцевих видів і ускладнили зусилля з покращення якості води для радужноъ форелі, яка знаходиться під загрозою зникнення. Згідно зі статтею, равлики розселилися «від першого підтвердженого випадку в Медеа-Крік до майже 30 інших місць за чотири роки. Дослідники з Комісії з відновлення затоки Санта-Моніка вважають, що поширення равликів могло прискоритися після того, як молюски подорожували від струмка до струмка на спорядженні працывникыв і волонтерів.

### Клімат
| Клімат Агура-Гіллз      | Клімат Агура-Гіллз | Клімат Агура-Гіллз | Клімат Агура-Гіллз | Клімат Агура-Гіллз | Клімат Агура-Гіллз | Клімат Агура-Гіллз | Клімат Агура-Гіллз | Клімат Агура-Гіллз | Клімат Агура-Гіллз | Клімат Агура-Гіллз | Клімат Агура-Гіллз | Клімат Агура-Гіллз | Клімат Агура-Гіллз |
| Показник                | Січ.               | Лют.               | Бер.               | Квіт.              | Трав.              | Черв.              | Лип.               | Серп.              | Вер.               | Жовт.              | Лист.              | Груд.              | Рік                |
| Абсолютний максимум, °C | 31                 | 30                 | 33                 | 37                 | 41                 | 40                 | 41                 | 41                 | 42                 | 40                 | 34                 | 28                 | 42                 |
| Середній максимум, °C   | 19                 | 21                 | 21                 | 24                 | 26                 | 29                 | 33                 | 33                 | 32                 | 28                 | 23                 | 19                 | 26                 |
| Середня температура, °C | 6                  | 6                  | 7                  | 8                  | 10                 | 12                 | 14                 | 14                 | 13                 | 11                 | 7                  | 5                  | 9                  |
| Абсолютний мінімум, °C  | −2                 | −2                 | 0                  | −3                 | 6                  | 8                  | 8                  | 8                  | 6                  | 4                  | −1                 | −2                 | −2                 |
| Норма опадів, мм        | 109                | 111                | 88                 | 24                 | 7.6                | 1.3                | 0.76               | 3.6                | 6.6                | 14                 | 40                 | 62                 | 467                |
| ----------------------- | ------------------ | ------------------ | ------------------ | ------------------ | ------------------ | ------------------ | ------------------ | ------------------ | ------------------ | ------------------ | ------------------ | ------------------ | ------------------ |
| Джерело:                |                    |                    |                    |                    |                    |                    |                    |                    |                    |                    |                    |                    |                    |

## Демографія
Згідно з переписом 2010 року, у місті мешкало 20 330 осіб у 7327 домогосподарствах у складі 5593 родин. Густота населення становила 1003 особи/км².  Було 7585 помешкань (374/км²).
Расовий склад населення:
| - 84,3 % — білих - 7,5 % — азіатів - 1,3 % — чорних або афроамериканців - 0,3 % — корінних американців - 0,1 % — вихідців з тихоокеанських островів - 2,9 % — осіб інших рас |

До двох чи більше рас належало 3,6 %. Частка іспаномовних становила 9,5 % від усіх жителів.
За віковим діапазоном населення розподілялося таким чином: 24,1 % — особи молодші 18 років, 64,6 % — особи у віці 18—64 років, 11,3 % — особи у віці 65 років та старші. Медіана віку мешканця становила 42,4 року. На 100 осіб жіночої статі у місті припадало 97,2 чоловіків;  на 100 жінок у віці від 18 років та старших — 94,6 чоловіків також старших 18 років.
Середній дохід на одне домашнє господарство  становив 141 161 долар США (медіана — 113 658), а середній дохід на одну сім'ю — 153 799 доларів (медіана — 126 230). Медіана доходів становила 100 596 доларів для чоловіків та 65 568 доларів для жінок. За межею бідності перебувало 5,8 % осіб, у тому числі 8,6 % дітей у віці до 18 років та 5,6 % осіб у віці 65 років та старших.
Цивільне працевлаштоване населення становило 10 242 особи. Основні галузі зайнятості: науковці, спеціалісти, менеджери — 18,7 %, освіта, охорона здоров'я та соціальна допомога — 17,1 %, фінанси, страхування та нерухомість — 14,6 %.

## Уряд
Агура-Гіллз управляється формою правління міської ради/міського менеджера. Міська рада з п’яти членів обирається мешканцями для контролю за діяльністю міста та розвитку громади. Члени ради обираються на чотири роки. Терміни розміщені в шаховому порядку, щоб підтримувати певну безперервність від однієї Ради до наступної. Роль мера чергується між членами Ради. Міський голова обирається депутатами міської ради строком на один рік. Міський менеджер призначається міською радою для контролю за адміністративним персоналом і послугами за контрактом.
Станом на квітень 2022 року до складу міської ради Агура-Гіллз входять Дебора Кляйн Лопес (мер), Кріс Анстед, Лінда Нортрап, Іллес Баклі Вебер і Деніс Вебер. Керівником міста є Натан Гамбургер, а з міським прокурором укладено контракт відповідно до закону RWG.

### Державне та федеральне представництво
У легіслатурі штату Каліфорнія Агура-Гіллз входить до 27-го сенатського округу, представленого демократом Генрі Стерном, і до 50-го асамблейного округу, представленого демократкою Елоїзою Рейес.
У Палаті представників Сполучених Штатів Агура-Гіллз знаходиться в 33-му окрузі Конгресу Каліфорнії, представлений демократом Пітом Агіларом.

## Інфраструктура
Водний округ Лас-Вірдженес обслуговує Агура-Гіллз разом із Вестлейк-Вілледж та іншими частинами західного округу Лос-Анджелес. Єдиним джерелом, що використовується округом, є державна вода, що надається столичним водним округом Південної Каліфорнії.
Департамент шерифа округу Лос-Анджелес (LASD) керує станцією Малібу/Лост-Гіллз у Калабасасі, яка також обслуговує Агура-Гіллз.
Поштова служба Сполучених Штатів в Агура-Гіллз розташована за адресою 5158 Clareton Drive.

## Освіта

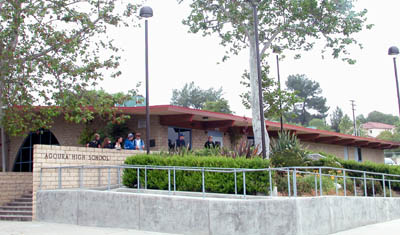
Середня школа Агура

Об’єднаний шкільний округ Лас-Вірдженес обслуговує Агура-Гіллз.
В місті діють 6 шкіл:
- Початкова школа Сумака[24]
- Початкова школа Віллоу[25]
- Початкова школа Йерба Буена[26]
- Середня школа Ліндеро Каньйон
- Середня школа Агура
- Середня школа Індіан Гіллз

## Культура, дозвілля і духовність

### Спорт
Агура-Гіллз є корпоративною штаб-квартирою Los Angeles Rams з 2016 року.
Місто також є домом для Great Race of Agoura Hills, щорічного заходу з бігу, який проводиться в парку Чумаш у березні кожного року.  Great Race був заснований в 1986 році та включає шість забігів: Pacific Half (напівмарафон), Chesebro Half (напівмарафон), Old Agoura 10K, Deena Kastor (5 кілометрів), Kids 1 Mile та Family Fun Run (1 миля). Chesebro Half був визнаний найкращим напівмарафоном у США в 2011 році.

## Персоналії
- Ерін Брокович - американська активістка захисту навколишнього середовища та прав споживачів.
- Брук Кенді - американська реперка, співачка, авторка пісень.
- Ґільєрмо дель Торо - мексиканський кінорежисер, сценарист, продюсер, письменник, кілька років жив в Агура-Гіллз.
- Гізер Грем - актриса.
- Гейлі Кійоко - співачка, авторка пісень, актриса і танцівниця.
- Тейлор Лотнер - актор.
- Linkin Park - гурт
  - Майк Шинода - музикант альтернативного рок-гурту Linkin Park.
  - Бред Делсон - музикант альтернативного рок-гурту Linkin Park.
- Гаррі Нілссон -  вокаліст, клавішник, гітарист, композитор, автор текстів, продюсер.
- Елісон Портер -  актриса, співачка, переможниця 10 сезону The Voice.
- Hoobastank - рок-гурт.
- Рей Романо - актор.
- Рейн Вілсон - актор кіно і телебачення.